# Neomicrus walkeri
Neomicrus walkeri es una especie de insecto coleóptero de la familia Cerambycidae. Estos longicornios son endémicos de la isla de Damar (Indonesia).
N. walkeri mide unos 4 mm.